# Zavîșen, Sokal
Zavîșen (în ucraineană Завишень) este un sat în așezarea urbană Jvîrka din raionul Sokal, regiunea Liov, Ucraina.

## Demografie
Componența lingvistică a localității Zavîșen
     Ucraineană (99,67%)
     Alte limbi (0,25%)
Conform recensământului din 2001, majoritatea populației localității Zavîșen era vorbitoare de ucraineană (99,67%), existând în minoritate și vorbitori de alte limbi.